# Ergersheim (Bavière)
Ergersheim est une commune d'Allemagne, en Moyenne-Franconie, située dans l'arrondissement de Neustadt a.d.Aisch-Bad Windsheim et appartenant à la communauté administrative d'Uffenheim.

## Villages appartenant à la commune
- Ergersheim
- Ermetzhofen
- Kellermühle
- Neuherberg
- Obermühle
- Seenheim

## Histoire
La première mention connue de la commune date du 25 décembre 822, elle provient d'un acte de l'empereur Louis le Pieux.

## Politique

### Conseil municipal
Le conseil municipal se compose de 12 membres.
- Wählergemeinschaft Gemeinde Ermetzhofen (communauté électorale d'Ermetzhofen) : 5 sièges
- Freie Wählergemeinschaft (communauté électorale libre) : 7 sièges

(État: Vote municipal du 3 mars 2002)

### Armes
Voici le blason de la commune : écartelé d'argent et de sable, au premier d'argent à la croix pattée de sable chargée de croix d'argent fleurdelisée d'or, au quatrième d'argent à la croix de gueules à huit pointes.

## Sport
L'association sportive d'Ergersheim offre des activités dans différents sports. Elle compte actuellement 328 membres (en 2007), engagés dans les sections de tennis de table, d'aérobic et de football.

## Économie et infrastructure
Ergersheim est un lieu vinicole situé sur la « Route des flasques » (Bocksbeutelstraße) de Moyenne-Franconie. Sur le Ergersheimer Altenberg s'étalent sur une superficie d'environ 15 ha les cépages suivants : Muller-Thurgau, Sylvaner, Bacchus, Blauer Silvaner, Rieslaner et Ortega en cépages blancs et Domina, Pinot noir (Spätburgunder), Pinot noir précoce (Frühburgunder), Dornfelder et Cabernet Dorsa en cépages noirs.
Tous les ans, le troisième week-end de juin, a lieu une magnifique fête vinicole. En août, pendant une journée entière dans les vignobles d'Ergersheim, la manifestation Ergersheimer Weinberge erleben und genießen (« vivre et apprécier les vignobles d'Ergersheim ») invite à découvrir la nature riche et variée autour d'Ergersheim et à y apprécier les vins désaltérants du Ergersheimer Altenberg.

## Personnalités liées à la ville
- Henriette Feuerbach (1812-1892), écrivain née à Ermetzhofen.

## Jumelage
- Ergersheim (France) depuis 2000

## Liens
- Site officiel